# Синхронне плавання на Чемпіонаті Європи з водних видів спорту 2021 — хайлайт
Змагання з синхронного плавання в хайлайті на Чемпіонаті Європи з водних видів спорту 2021 відбулися 15 травня.

## Результат
| Місце | Країна   |         |
| Місце | Країна   | Очки    |
| ----- | -------- | ------- |
| 1     | Україна  | 95,3000 |
| 2     | Білорусь | 86,5667 |
| 3     | Угорщина | 79,1000 |